# Kleine vorkstaart
De kleine vorkstaart (Enicurus scouleri) is een zangvogel uit de familie van de vliegenvangers die voorkomt in het Himalayagebied tot in het oosten van China en het noorden van Noord-Vietnam. Net als de andere soorten uit het geslacht van de vorkstaarten is het een vogel die voorkomt langs begroeide beekjes in berggebieden.

## Kenmerken

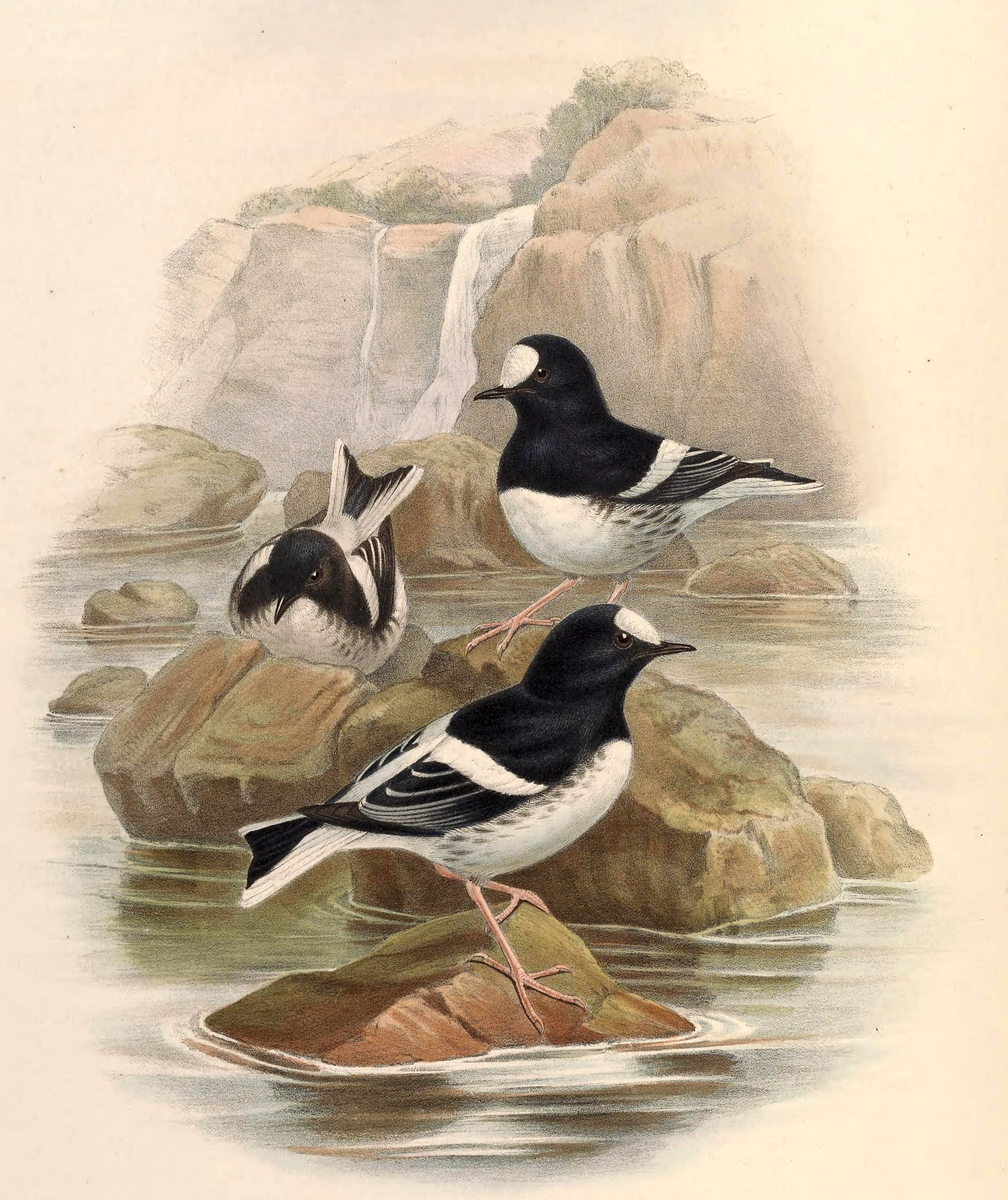
Illustratie van John Gould.

De kleine vorkstaart is gemiddeld 13 cm lang (inclusief staart). Het is een miniatuuruitgave van de witkruinvorkstaart. De staart is veel korter en veel minder diep gevorkt en met witte buitenste staartpennen. Verder zwart op de rug en borst, met een duidelijke witte band op de vleugel en een wit vlekje voor op de kop.

## Verspreiding en leefgebied
De kleine vorkstaart komt voor in Afghanistan, Tadzjikistan, Kazachstan, Pakistan, India, Bangladesh, Nepal, Bhutan, China, Myanmar, Vietnam en Taiwan. Het is een vogel van beekjes in montaan bos tot op een hoogte van 2100 m boven de zeespiegel.

## Status
De kleine vorkstaart heeft een groot verspreidingsgebied en daardoor alleen al is de kans op uitsterven uiterst gering. De grootte van de populatie is niet gekwantificeerd. Het is een plaatselijk schaarse, maar bijvoorbeeld in Nepal weer betrekkelijk algemene vogel. Er is geen aanleiding te veronderstellen dat de soort in aantal achteruitgaat. Om deze redenen staat deze vorkstaart als niet bedreigd op de Rode Lijst van de IUCN.